# Unité urbaine d'Angoulême
L'unité urbaine d'Angoulême est une unité urbaine française centrée sur la ville d'Angoulême, préfecture et ville principale de la Charente en région Nouvelle-Aquitaine.

## Données générales
En 1975, l'unité urbaine d'Angoulême regroupait 14 communes urbaines et dépassait pour la première fois le seuil des 100 000 habitants. Elle atteignait alors 100 528 habitants, répartis sur 153,51 km², et figurait comme la deuxième unité urbaine de Poitou-Charentes, se situant tout juste après l'unité urbaine de La Rochelle qui comptait 100 624 habitants mais distançant de très peu l'unité urbaine de Poitiers.
Au recensement suivant, en 1982, l'unité urbaine d'Angoulême a incorporé la commune de Puymoyen, permettant à cette agglomération de rester au-dessus des 100 000 habitants, recensant alors 103 552 habitants répartis sur 160,77 km². C'est alors qu'elle était la première unité urbaine de Poitou-Charentes par sa population, ravissant à La Rochelle la première place régionale.
En 1990, l'unité urbaine d'Angoulême a incorporé la commune de Mornac, ce qui a porté le nombre total de communes à 16. À cette date, elle enregistrait 102 908 habitants répartis sur 184,25 km².
Dans le zonage réalisé par l'Insee en 1999, l'unité urbaine était composée de seize communes, mais sa population enregistrait une légère augmentation avec 103 746 habitants.
Dans le zonage réalisé en 2010, elle était composée de dix-huit communes, celles de Balzac et Vœuil-et-Giget ayant été ajoutées au périmètre.
Dans le nouveau zonage réalisé en 2020, elle est composée des dix-huit mêmes communes.
En 2022, avec 110 047 habitants, elle représente la 1re unité urbaine du département de la Charente, devant l'unité urbaine de Cognac (26 284 habitants) et occupe le 7e rang dans la région Nouvelle-Aquitaine. Au niveau national, elle se situe au 60e rang.
En 2020, sa densité de population s'élève à 544 hab/km2. Par sa superficie, elle représente 3,4 % du territoire départemental mais, par sa population, elle regroupe 31,3 % de la population du département de la Charente, soit près du tiers.

Agglomérations de plus de 100000 habitants en France en 2022.

## Composition 2020 de l'unité urbaine
Elle est composée des dix-huit communes suivantes :
| Nom                       | Code Insee | Département | Statut       | Superficie (km2) | Population (dernière pop. légale) | Densité (hab./km2) | Modifier                                    |
| ------------------------- | ---------- | ----------- | ------------ | ---------------- | --------------------------------- | ------------------ | ------------------------------------------- |
| Angoulême (ville-centre)  | 16015      | Charente    | ville-centre | 21,85            | 41 423 (2022)                     | 1 896              | modifier les données · modifier les données |
| Balzac                    | 16026      | Charente    | banlieue     | 9,64             | 1 401 (2022)                      | 145                | modifier les données · modifier les données |
| La Couronne               | 16113      | Charente    | banlieue     | 28,82            | 7 759 (2022)                      | 269                | modifier les données · modifier les données |
| Fléac                     | 16138      | Charente    | banlieue     | 12,60            | 3 856 (2022)                      | 306                | modifier les données · modifier les données |
| Gond-Pontouvre            | 16154      | Charente    | banlieue     | 7,45             | 5 884 (2022)                      | 790                | modifier les données · modifier les données |
| L'Isle-d'Espagnac         | 16166      | Charente    | banlieue     | 5,95             | 5 691 (2022)                      | 956                | modifier les données · modifier les données |
| Linars                    | 16187      | Charente    | banlieue     | 5,97             | 2 105 (2022)                      | 353                | modifier les données · modifier les données |
| Magnac-sur-Touvre         | 16199      | Charente    | banlieue     | 7,82             | 3 252 (2022)                      | 416                | modifier les données · modifier les données |
| Mornac                    | 16232      | Charente    | banlieue     | 23,48            | 2 115 (2022)                      | 90                 | modifier les données · modifier les données |
| Nersac                    | 16244      | Charente    | banlieue     | 9,24             | 2 258 (2022)                      | 244                | modifier les données · modifier les données |
| Puymoyen                  | 16271      | Charente    | banlieue     | 7,26             | 2 394 (2022)                      | 330                | modifier les données · modifier les données |
| Ruelle-sur-Touvre         | 16291      | Charente    | banlieue     | 10,66            | 7 396 (2022)                      | 694                | modifier les données · modifier les données |
| Saint-Michel              | 16341      | Charente    | banlieue     | 2,46             | 3 220 (2022)                      | 1 309              | modifier les données · modifier les données |
| Saint-Yrieix-sur-Charente | 16358      | Charente    | banlieue     | 14,65            | 7 556 (2022)                      | 516                | modifier les données · modifier les données |
| Soyaux                    | 16374      | Charente    | banlieue     | 12,76            | 10 057 (2022)                     | 788                | modifier les données · modifier les données |
| Touvre                    | 16385      | Charente    | banlieue     | 9,06             | 1 146 (2022)                      | 126                | modifier les données · modifier les données |
| Trois-Palis               | 16388      | Charente    | banlieue     | 4,22             | 940 (2022)                        | 223                | modifier les données · modifier les données |
| Vœuil-et-Giget            | 16418      | Charente    | banlieue     | 8,48             | 1 594 (2022)                      | 188                | modifier les données · modifier les données |

## Évolution démographique
| 1968   | 1975    | 1982    | 1990    | 1999    | 2006    | 2011    | 2016    | 2022    |
| ------ | ------- | ------- | ------- | ------- | ------- | ------- | ------- | ------- |
| 96 877 | 104 234 | 106 876 | 105 437 | 106 419 | 107 750 | 108 304 | 109 208 | 110 047 |

#### Données générales
- Unité urbaine en France
- Aire d'attraction d'une ville
- Liste des unités urbaines de France

#### Données démographiques en rapport avec l'unité urbaine d'Angoulême
- Aire d'attraction d'Angoulême
- Arrondissement d'Angoulême

#### Données démographiques en rapport avec la Charente
- Démographie de la Charente